# Leichtathletik-Länderkampf der Männer 1963 Polen – BR Deutschland
| 13. Leichtathletik-Länderkampf mit bundesdeutscher Beteiligung 1963 | 13. Leichtathletik-Länderkampf mit bundesdeutscher Beteiligung 1963 |
| ------------------------------------------------------------------- | ------------------------------------------------------------------- |
|                                                                     |                                                                     |
| Ländervergleich der Männer: Polen – BR Deutschland                  |                                                                     |
| Austragungsort                                                      | Warschau                                                            |
| Wettbewerbe                                                         | 20                                                                  |
| Datum                                                               | 5./6. Oktober 1963                                                  |
| 1. POL 2. FRG                                                       | 111 Punkte 099 Punkte                                               |
| Chronik                                                             |                                                                     |
| ← FRG-FRA-SUI10kampf (M)                                            | FRG-POL (F) →                                                       |

Der dreizehnte Vergleich des Länderkampfjahres 1963 führte die bundesdeutschen Männer nach Warschau, wo es zum achten Aufeinandertreffen mit Polen kam. Die Bilanz war mit drei zu drei ausgeglichen, einmal hatte es ein Unentschieden gegeben. Die letzten beiden Begegnungen 1960 und 1962 hatte Polen für sich entschieden. Auch die Frauen der beiden Länder trugen an diesem Wochenende einen Länderkampf miteinander aus, der allerdings in der Bundesrepublik Deutschland stattfand.

## Wettbewerbe und Modus
Auf dem Programm standen die bei Länderkämpfen üblichen zwanzig Disziplinen. Aus dem olympischen Wettbewerbskatalog fehlten nur der Marathonlauf, die beiden Gehdisziplinen und der Zehnkampf. Die Wertung erfolgte in allen Disziplinen nach dem Standardsystem.

## Ergebnis
Die Tendenz der letzten beiden Länderkämpfe zwischen diesen Nationen setzte sich fort, Polen entschied auch den aktuellen Vergleich von Warschau für sich. Im Laufbereich lagen die bundesdeutschen Leichtathleten mit fünf Siegen bei einem Doppelerfolg gegenüber für Siegen der Polen ohne einen Doppelerfolg noch knapp vorn. Auch beide Staffeln gingen an die Bundesrepublik. Doch in den technischen Disziplinen waren die polnischen Sportler eindeutig überlegen. Bei je einem Doppelerfolg für die beiden Länder gewann Polen drei Sprünge, Deutschland nur den Stabhochsprung. In der Kategorie Wurf/Stoß sicherte sich Polen alle vier Disziplinsiege, hier sogar mit drei Doppelerfolgen. Damit unterlag die Bundesrepublik Deutschland mit 99 zu 111 Punkten, sodass die Bilanz der bundesdeutschen Männer gegen Polen nun negativ ausfiel.

## Resultate

### 100 m
| Platz | Athlet            | Land | Zeit (s) |
| ----- | ----------------- | ---- | -------- |
| 1     | Alfred Hebauf     | FRG  | 10,3     |
| 2     | Marian Foik       | POL  | 10,4     |
| 3     | Dieter Enderlein  | FRG  | 10,5     |
| 4     | Andrzej Zieliński | POL  | 10,7     |

Datum: 5. Oktober

### 200 m
| Platz | Athlet              | Land | Zeit (s) |
| ----- | ------------------- | ---- | -------- |
| 1     | Friedrich Roderfeld | FRG  | 21,5     |
| 2     | Andrzej Badeński    | POL  | 21,6     |
| 3     | Marian Foik         | POL  | 21,8     |
| 4     | Heinz Schumann      | FRG  | 22,1     |

Datum: 6. Oktober

### 400 m
| Platz | Athlet           | Land | Zeit (s) |
| ----- | ---------------- | ---- | -------- |
| 1     | Andrzej Badeński | POL  | 46,4     |
| 2     | Manfred Kinder   | FRG  | 47,4     |
| 3     | Jürgen Kalfelder | FRG  | 47,5     |
| 4     | Jerzy Kowalski   | POL  | 49,1     |

Datum: 5. Oktober

### 800 m
| Platz | Athlet          | Land | Zeit (min) |
| ----- | --------------- | ---- | ---------- |
| 1     | Arnd Krüger     | FRG  | 1:51,5     |
| 2     | Witold Baran    | POL  | 1:51,6     |
| 3     | Henryk Maciąg   | POL  | 1:52,0     |
| 4     | Karl Eyerkaufer | FRG  | 1:52,1     |

Datum: 6. Oktober

### 1500 m
| Platz | Athlet             | Land | Zeit (min) |
| ----- | ------------------ | ---- | ---------- |
| 1     | Witold Baran       | POL  | 3:45,7     |
| 2     | Harald Norpoth     | FRG  | 3:49,0     |
| 3     | Karl Eyerkaufer    | FRG  | 3:54,2     |
| 4     | Bolesław Kowalczyk | POL  | 4:04,8     |

Datum: 5. Oktober

### 5000 m
| Platz | Athlet           | Land | Zeit (min) |
| ----- | ---------------- | ---- | ---------- |
| 1     | Kazimierz Zimny  | POL  | 14:12,6    |
| 2     | Peter Kubicki    | FRG  | 14:13,0    |
| 3     | Lech Boguszewicz | POL  | 14:14,0    |
| 4     | Hans Tiebing     | FRG  | 14:41,2    |

Datum: 5. Oktober

### 10.000 m
| Platz | Athlet            | Land | Zeit (min) |
| ----- | ----------------- | ---- | ---------- |
| 1     | Peter Kubicki     | FRG  | 30:01,8    |
| 2     | Edward Owczarek   | POL  | 30:02,6    |
| 3     | Kazimierz Podolak | POL  | 30:04,0    |
| 4     | Horst Flosbach    | FRG  | 30:06,4    |

Datum: 6. Oktober

### 110 m Hürden
| Platz | Athlet           | Land | Zeit (s) |
| ----- | ---------------- | ---- | -------- |
| 1     | Klaus Gerbig     | FRG  | 14,7     |
| 2     | Klaus Willimczik | FRG  | 14,7     |
| 3     | Edward Bugała    | POL  | 14,8     |
| 4     | Roman Muzyk      | POL  | 14,9     |

Datum: 5. Oktober

### 400 m Hürden
| Platz | Athlet               | Land | Zeit (s) |
| ----- | -------------------- | ---- | -------- |
| 1     | Bogusław Gierajewski | POL  | 51,5     |
| 2     | Ferdinand Haas       | FRG  | 51,7     |
| 3     | Helmut Janz          | FRG  | 51,9     |
| 4     | Zdzisław Kumiszcze   | POL  | 53,3     |

Datum: 6. Oktober

### 3000 m Hindernis
| Platz | Athlet            | Land | Zeit (min) |
| ----- | ----------------- | ---- | ---------- |
| 1     | Edward Szklarczyk | POL  | 8:57,0     |
| 2     | Ludwig Müller     | FRG  | 8:50,0     |
| 3     | Edward Motyl      | POL  | 9:01,8     |
| 4     | Manfred Letzerich | FRG  | 9:04,6     |

Datum: 6. Oktober

### 4 × 100 m Staffel
| Platz | Besetzung      | Land                                                             | Zeit (s) |
| ----- | -------------- | ---------------------------------------------------------------- | -------- |
| 1     | BR Deutschland | Klaus Ulonska Dieter Enderlein Alfred Hebauf Friedrich Roderfeld | 40,2     |
| 2     | Polen          | Wiesław Maniak Marian Foik Zbigniew Syka Marian Dudziak          | 40,4     |

Datum: 5. Oktober

### 4 × 400 m Staffel
| Platz | Besetzung      | Land                                                                     | Zeit (min) |
| ----- | -------------- | ------------------------------------------------------------------------ | ---------- |
| 1     | BR Deutschland | Jürgen Kalfelder Jens Ulbricht Johannes Schmitt Hans-Joachim Reske       | 3:08,8     |
| 2     | Polen          | Jerzy Kowalski Bogusław Gierajewski Stanisław Swatowski Andrzej Badeński | 3:17,9     |

Datum: 6. Oktober

### Hochsprung
| Platz | Athlet             | Land | Höhe (m) |
| ----- | ------------------ | ---- | -------- |
| 1     | Edward Czernik     | POL  | 2,06     |
| 2     | Herbert Hopf       | FRG  | 1,98     |
| 3     | Gunther Spielvogel | FRG  | 1,98     |
| 4     | Ludwik Nowak       | POL  | 1,90     |

Datum: 5. Oktober

### Stabhochsprung
| Platz | Athlet             | Land | Höhe (m) |
| ----- | ------------------ | ---- | -------- |
| 1     | Klaus Lehnertz     | FRG  | 4,70     |
| 2     | Wolfgang Reinhardt | FRG  | 4,40     |
| 3     | Janusz Gronowski   | POL  | 4,40     |
| 4     | Jerzy Zaglaniczny  | POL  | 4,30     |

Datum: 6. Oktober

### Weitsprung
| Platz | Athlet          | Land | Weite (m) |
| ----- | --------------- | ---- | --------- |
| 1     | Józef Szmidt    | POL  | 7,74      |
| 2     | Wolfgang Klein  | FRG  | 7,42      |
| 3     | Waldemar Gawron | POL  | 7,48      |
| 4     | Josef Freund    | FRG  | 7,28      |

Datum: 5. Oktober

### Dreisprung
| Platz | Athlet              | Land | Weite (m) |
| ----- | ------------------- | ---- | --------- |
| 1     | Józef Szmidt        | POL  | 16,08     |
| 2     | Ryszard Malcherczyk | POL  | 15,78     |
| 3     | Heinrich Fröhling   | FRG  | 15,31     |
| 4     | Hans-Jörg Müller    | FRG  | 13,61     |

Datum: 6. Oktober

### Kugelstoßen
| Platz | Athlet               | Land | Weite (m) |
| ----- | -------------------- | ---- | --------- |
| 1     | Władysław Komar      | POL  | 18,53     |
| 2     | Alfred Sosgórnik     | POL  | 18,08     |
| 3     | Heinfried Birlenbach | FRG  | 17,76     |
| 4     | Jens Reimers         | FRG  | 16,09     |

Datum: 6. Oktober

### Diskuswurf
| Platz | Athlet             | Land | Weite (m) |
| ----- | ------------------ | ---- | --------- |
| 1     | Edmund Piątkowski  | POL  | 56,31     |
| 2     | Zenon Begier       | POL  | 54,98     |
| 3     | Jens Reimers       | FRG  | 54,47     |
| 4     | Ferdinand Schladen | FRG  | 47,85     |

Datum: 5. Oktober

### Hammerwurf
| Platz | Athlet           | Land | Weite (m) |
| ----- | ---------------- | ---- | --------- |
| 1     | Olgierd Ciepły   | POL  | 65,56     |
| 2     | Tadeusz Rut      | POL  | 64,91     |
| 3     | Hans Fahsl       | FRG  | 63,73     |
| 4     | Heinrich Liewald | FRG  | 57,45     |

Datum: 5. Oktober

### Speerwurf
| Platz | Athlet            | Land | Weite (m) |
| ----- | ----------------- | ---- | --------- |
| 1     | Janusz Sidło      | POL  | 81,72     |
| 2     | Hermann Salomon   | FRG  | 76,71     |
| 3     | Józef Głogowski   | POL  | 74,95     |
| 4     | Heinrich Zametzer | FRG  | 72,74     |

Datum: 6. Oktober